# Ezio Marano
Ezio Marano művésznevén Alan Abbott (Brescia, 1927. augusztus 6. – Róma, 1991. április 26.) lombardiai születésű olasz színész.

## Pályafutása
Karrierjét az 1950-es években kezdte milánói színházban Giorgio Strehler színházi rendező irányítása alatt. Ekkortájt igen sok lombard nyelvű darabban lépett fel, lévén ez volt az anyanyelve is. Tagja volt különböző társulatoknak és dolgozott a RAI-nál is. Első jelentősebb szerepe egy 1973-as, Napóleonról szóló olasz televíziós sorozatban volt.
Filmes karrierjét Mauro Severino rendezőnél kezdte 1968-ban. Népszerűségre tett szert a Bud Spencer-Terence Hill filmekben, így Az ördög jobb és bal keze c. spagettiwesternben Görény szerepében, valamint a Bűnvadászok c. krimi-vígjátékban egy huligán banda fejeként. Federico Fellini Ginger és Fred c. filmjében is látható volt egy kisebb mellékszerepben.
Míg a színházban meghitt, melankolikus figurákat alakított, addig a filmekben karakterszerepeket, többnyire groteszk, karikatúra benyomását keltő jellemeket formált meg. A színházban mindig otthonosabban mozgott, s Olaszországban népszerű színésznek számított a színházi alakításai miatt.
1988-ban szenvedett egy olyan sérülést, amelynek szövődményei három évvel később újra jelentkeztek nála, ami végül a halálát okozta 1991 tavaszán.

## Filmjei
- 1968: Liliom, tévéfilm; Linzmann
- 1970: Az ördög jobb és bal keze (Lo chiamavano Trinità…); Frank Faina / Weasel
- 1971: Egy gyík a nő bőrében (Una lucertola con la pelle di donna); Lowell
- 1971: Afrikai Scipio (Scipione detto anche l’africano); Gaius Scribonius
- 1971: A munkásosztály a Paradicsomba megy (La classe operaia va in paradiso); munkásvezér
- 1972: Egy különös szerelem (Questa specie d’amore); névtelen
- 1973: A Matteotti-ügy (Il delitto Matteotti); Alcide De Gasperi
- 1974: Fehér agyar visszatér (Il ritorno di Zanna Bianca); szerencsejátékos
- 1977: Bűnvadászok (I due superpiedi quasi piatti); vérszívó
- 1986: Veszett kutya (La belva col mitra); Ezio Barbareschi
- 1986: Ginger és Fred (Ginger e Fred); az értelmiségi

## Magyar hangjai
Az alábbi magyar színészek szinkronizálták Ezio Maranót az adatok szerint: Beregi Péter, Incze József és Sörös Sándor. Mindegyikük egyetlen alkalommal.